# Clairette du Languedoc

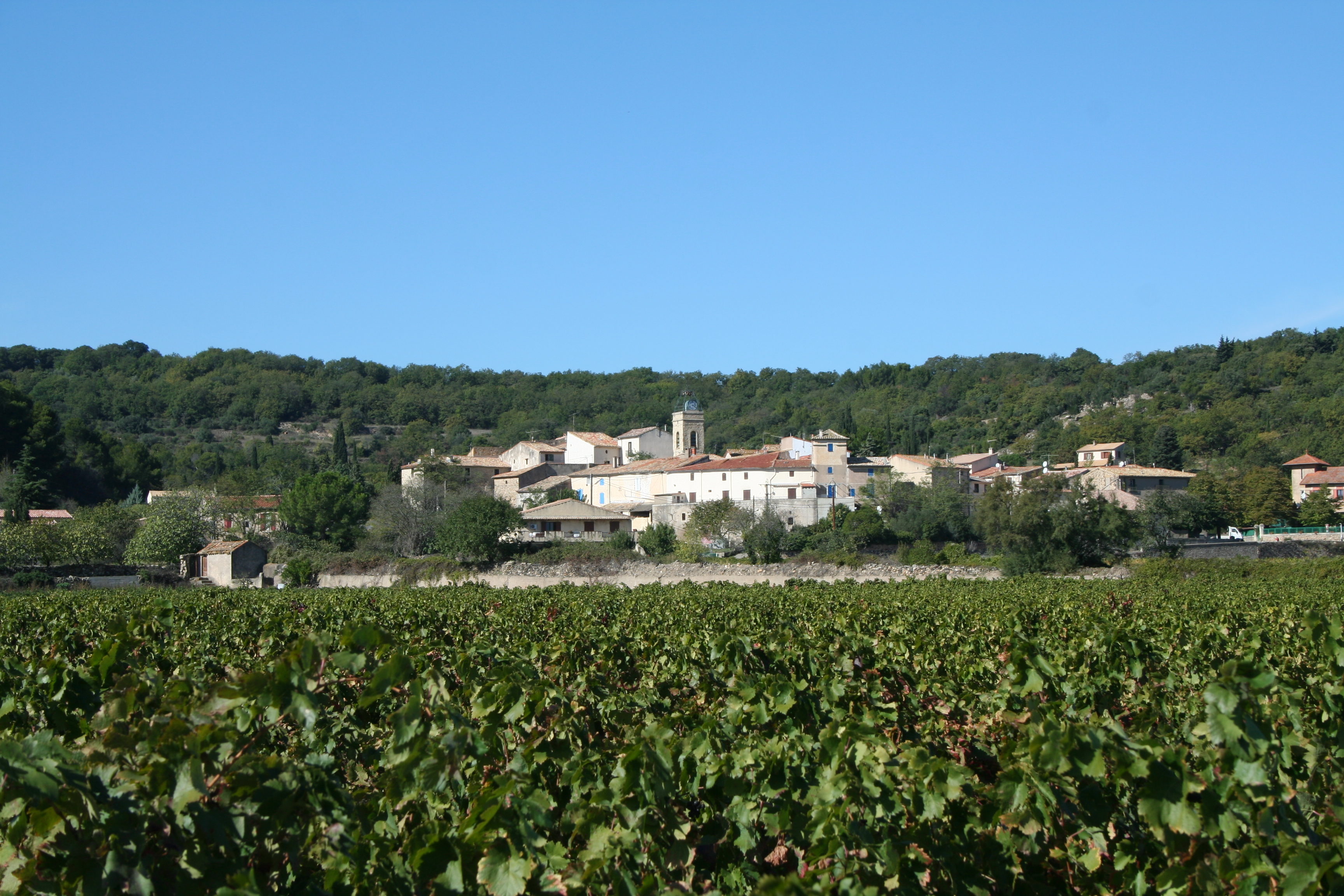
Vista de Lieuran-Cabrières i els seus vinyers reconeguts AOC Clairette du languedoc

El clairette du Llenguadoc és un vi blanc francès amb appellation d'origine contrôlée reconegut el 1948, produït en els pujols situats al nord de Pesenàs, a l'Erau, i el vinyer s'estén sobre les comunes d'Adissan, Aspiran, Le Bosc, Cabrières, Ceyras, Fontès, Lieuran-Cabrières, Nizas, Paulhan, Péret i Saint-André-de-Sangonis. La seva història és tan antiga com la dels vinyers del Llenguadoc. El clairette podria ser un cep introduït pels grecs durant les seves incursions a les vinyes de la Gàl·lia meridional, ja que a la zona, expedicions arqueològiques han trobat àmfores amb el segell GEN F (Genelis Fecit).

## Història
Durant les invasions bàrbares, els vinyers, van ser pràcticament abandonats i la producció de vi depenia de vinyes plantades a jardins o patis. A partir de l'any 900, els cartularis dels capítols catedralicis i de les abadies van marcar la diferència entre vinyes baixes i vinyes elevades. El vinyer de plana va perdurar fins al començament del segle xiv quan, la necessitat de sembrar terres propícies a l'augment de producció, el va desplaçar cap a vessants més infravalorades però més qualitatives. El 1471-1472, el sommelier de Lluis XI va comprar el clairette «picquardentz», un vi blanc sec, i el «claretz», vi blanc dolç. La clairette es vinificava dolça, sota la denominació de «Clairette» o seca sota el nom de «Pîcardan». Al segle xviii, la clairette va esdevenir un raïm «de moda», molt valorizada als mercats.

## Característiques
El vinyer està situat sobre el vessant oest de la vall de l'Erau, a cavall entre dos afluents, el Boyne i el Lergue. Es conrea a terrasses construïdes a terrenys sedimentaris del període Quaternari. El clima d'aquesta zona vinícola és típicament mediterrani. Es caracteritza per hiverns suaus, estius calorosos i secs i fins i tot àrids, i amb escasses precipitacions que es donen sobretot a la tardor. El vent predominant a la zona és la tramontana. La temperatura anual mitjana és de 14,2 °C, superior a la mitjana nacional francesa de 12,2 °C.